# مقتل أرليس بيرى
مقتل أرليس بيرى (لقبها الأصلى ديكما؛ ولدت 22 فبراير سنة 1955 وتوفيت في 12 أكتوبر 1974) قتلت بداخل كنيسة ستانفورد التذكارية الواقعة في حرم جامعة ستانفورد بولاية كاليفورنيا الأمريكية في الثاني عشر من أكتوبر سنة 1974، وقد كانت حديثة زواج بعمر التاسعة عشر . ولم تحل قضية جريمة قتلها إلا بعد مرور 40 عاماً على وقوعها.
أتهمت الشرطة ستيفن بلايك كروفورد والذي كان يعمل حارس أمن في ستانفورد والمكتشف المزعوم للجثة عقب تحليل الحمض النووي الذي أجرى في عام 2018، ولكن كروفورد انتحر قبل القبض عليه.

## الضحية

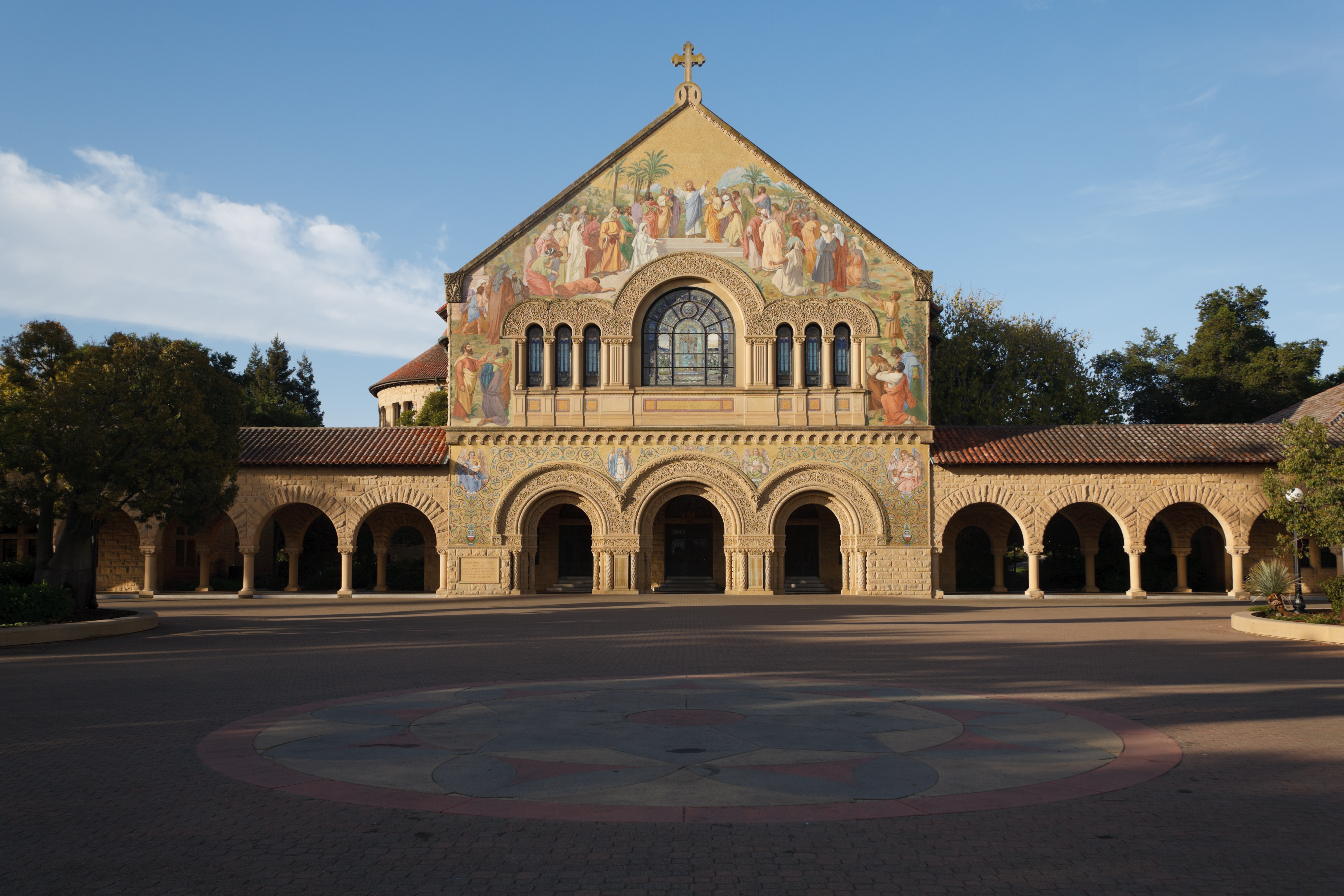
كنيسة ستانفورد التذكارية بجامعة ستانفورد، ستانفورد، كاليفورنيا

نشأت أرليس بيرى في مدينة بسمارك بولاية داكوتا الشمالية حيث تعرفت على بروس بيرى وأحبته أثناء دراستهما في المرحلة الثانوية. تزوج الثنائي في أغسطس عام 1974 وانتقلت أرليس مع زوجها إلى جامعة ستانفورد حيث كان طالباً في السنة الثانية لتمهيدى الطب هناك. في الفترة التي سبقت مقتلها، كانت أرليس تعمل موظفة إستقبال في شركة محاماة محلية وكانت تعيش مع زوجها في قرية اسكونديدو بالحرم الجامعى.

## الحادث
نشبت مشاجرة بين أرليس وزوجها بروس في حوالى الساعة 11:30 مساء يوم 12 أكتوبر بخصوص الضغط في إطار سيارتهما، وأبدت أرليس رغبتها في الصلاة بمفردها في الكنيسة فافترقا.
شعر بروس بالقلق على زوجته عندما لم تعد حتى الساعة الثالثة صباحاً واتصل بشرطة ستانفورد وابلغ عن اختفائها فذهب ضباط من مكتب نقيب شرطة سانتا كلارا إلى الكنيسة وأبلغوا عن أن أبواب الكنيسة كانت مغلقة.
وجد ستيفن كروفورد فرد الأمن بالجامعة وضابط سابق في قسم شرطة ستانفورد جثة أرليس في الساعة 5:45 صباح اليوم التالي في الجناح الشرقي للكنيسة بجانب المذبح، عثر عليها مستلقية على ظهرها ومغروس في مؤخرة رأسها مجرفة ثلج وظهرت آثار خنق. ولاحظت الشرطة أن بيرى كانت عارية من الخصر إلى أسفل ووجدوا شمعة طولها ثلاثة أقدام في مهبلها وشمعة أخرى بين ثدييها.